# パパVS新しいパパ
『パパVS新しいパパ』（パパVSあたらしいパパ、Daddy's Home）は、2015年にアメリカ合衆国で製作されたコメディ映画。ショーン・アンダースが監督を、ウィル・フェレルとマーク・ウォールバーグが主演を務めた。
日本では劇場公開されずビデオスルーされた。

## ストーリー
ラジオ局の重役として働くブラッド。彼はサラという女性と結婚し、彼女が連れていた二人の子供の継父となった。ブラッドは穏やかで優しい性格の持ち主だが、真面目すぎる性分が少し退屈だと子供たちに思われており、彼自身もそんな子供たちとの関係を改善したいと願っていた。
そんなある日、サラの元夫で子供たちの実の父親であるダスティが家へとやってくる。特殊部隊の隊員だというダスティは、ブラッドとは正反対のワイルドでセクシーな男性で、子供たちはすぐに彼へ懐いてしまうのだった。
ダスティに嫉妬したブラッドは、子供たちの支持を取り戻そうと躍起になるが、対するダスティもブラッドに勝つため様々な手を使ってくるのだった。こうして実父と継父の大人気ない戦いはいつしかどんどんエスカレートしていってしまう。

## キャスト
※括弧内は日本語吹替
- ブラッド・ウィテカー - ウィル・フェレル（岩崎ひろし）
- ダスティ・メイロン - マーク・ウォールバーグ（花輪英司）
- サラ - リンダ・カーデリーニ（よのひかり）
- メーガン - スカーレット・エステヴェス（佐藤美由希）
- ディラン - オーウェン・ウィルダー・ヴァッカロ（合田絵利）
- レオ・ホルト - トーマス・ヘイデン・チャーチ（天田益男）
- Dr.フランシスコ - ボビー・カナヴェイル（白熊寛嗣）
- グリフ - ハンニバル・バレス（英語版）（奈良徹）
- ロジャー - ジョン・シナ（白熊寛嗣）

## 製作
2014年11月5日、ウィル・フェレルとマーク・ウォルバーグが本作に出演するとの報道があった。12日、リンダ・カーデリーニがキャスト入りしたと報じられた。18日、ハンニバル・バレスの出演が決まった。2015年1月28日、ポール・シェアーがDJ役に起用されたと報じられた。

### 撮影
2014年11月17日、本作の主要撮影がニューオーリンズで始まった。撮影は2015年2月3日に終わる予定だったが、実際に終了したのは2月6日のことであった。

## 興行収入
本作は『X-ミッション』及び『ジョイ』、『コンカッション』と同じ週に公開され、公開初週末に2000万ドルから2500万ドルを稼ぎ出すと予想されていたが、実際の数字はそれを大きく上回るものであった。2015年12月25日、本作は全米3271館で封切られ、公開初週末に3874万ドルを稼ぎ出し、週末興行収入ランキング初登場2位となった。

## 評価
本作に対する批評家の評価は芳しいものではない。映画批評集積サイトのRotten Tomatoesには119件のレビューがあり、批評家支持率は31%、平均点は10点満点で4.9点となっている。サイト側による批評家の見解の要約は「ウィル・フェレルとマーク・ウォルバーグには笑いを生み出せるケミストリーがあると証明された。しかし、『パパVS新しいパパ』には面白いネタがない上に、設定から生まれるであろう風刺の可能性を探究するだけの気概も想像力もない。」となっている。また、Metacriticには30件のレビューがあり、加重平均値は42/100となっている。なお、本作のCinemaScoreはB+となっている。

## 続編
2016年4月、ウィル・フェレルとマーク・ウォルバーグが本作の続編に出演するとの報道があった。2017年1月、メル・ギブソンとジョン・リスゴーがキャスト入りしたと報じられた。2月15日、リンダ・カーデリーニ、オーウェン・ウィルダー・ヴァッカロ、スカーレット・エステヴェスが続投すると発表された。11月10日、本作は全米公開された。